# Безлыченское сельское поселение
Безлыченское сельское поселение — муниципальное образование (сельское поселение) в составе Захаровского района Рязанской области России.
Административный центр  — деревня Безлычное.

## История
Безлыченское сельское поселение образовано в 2006 г.

## Население
| 2010  | 2012  | 2013  | 2014  | 2015  | 2016  | 2017  |
| ----- | ----- | ----- | ----- | ----- | ----- | ----- |
| 1451  | ↘1449 | ↘1414 | ↘1395 | ↘1373 | ↘1347 | ↘1335 |
| 2018  | 2019  | 2020  | 2021  | 2023  |       |       |
| ↘1330 | ↘1297 | ↘1291 | ↗1475 | ↘1415 |       |       |

## Состав сельского поселения
| № | Населённый пункт | Тип населённого пункта          | Население |
| - | ---------------- | ------------------------------- | --------- |
| 1 | Байдики          | село                            | ↘68       |
| 2 | Безлычное        | деревня, административный центр | ↘743      |
| 3 | Волынь           | деревня                         | ↗98       |
| 4 | Савин-Корь       | деревня                         | ↗8        |
| 5 | Федоровское      | село                            | ↗550      |
| 6 | Шляхино          | деревня                         | ↘8        |